# 吹上公園
吹上公園（ふきあげこうえん）は、愛知県名古屋市千種区吹上2丁目と昭和区吹上2丁目にまたがる都市公園。

## 歴史

### 公園の建設前
かつてこの地には茶臼山古墳と太郎塚と呼ばれる2つの古墳があったと伝わるが、愛知県監獄が設置された際に取り壊され、その所在を示すものは残っていない。1897年（明治30年）、愛知郡千種村（現・名古屋市千種区・昭和区）のこの地に愛知県監獄（後の名古屋刑務所）が移転した。
太平洋戦争後には100メートル道路の若宮大通の建設が決定したことから、1953年（昭和28年）には名古屋市議会で名古屋刑務所の移転が決議され、1964年（昭和39年）10月31日には名古屋刑務所が西加茂郡三好町（現・みよし市）に移転した。

### 吹上公園の開園
1966年（昭和41年）7月27日、吹上公園の建設に着工した。1969年（昭和44年）、鶴舞公園の分園として吹上公園が開園した。名古屋工業大学萱場分校用地と鶴舞公園北園用地の交換に伴い、廃止された鶴舞公園北園の代替施設として建設されたものである。名古屋刑務所の跡地は吹上公園、名古屋市中小企業振興会館（吹上ホール）、若宮大通などとなっている。

## 特色

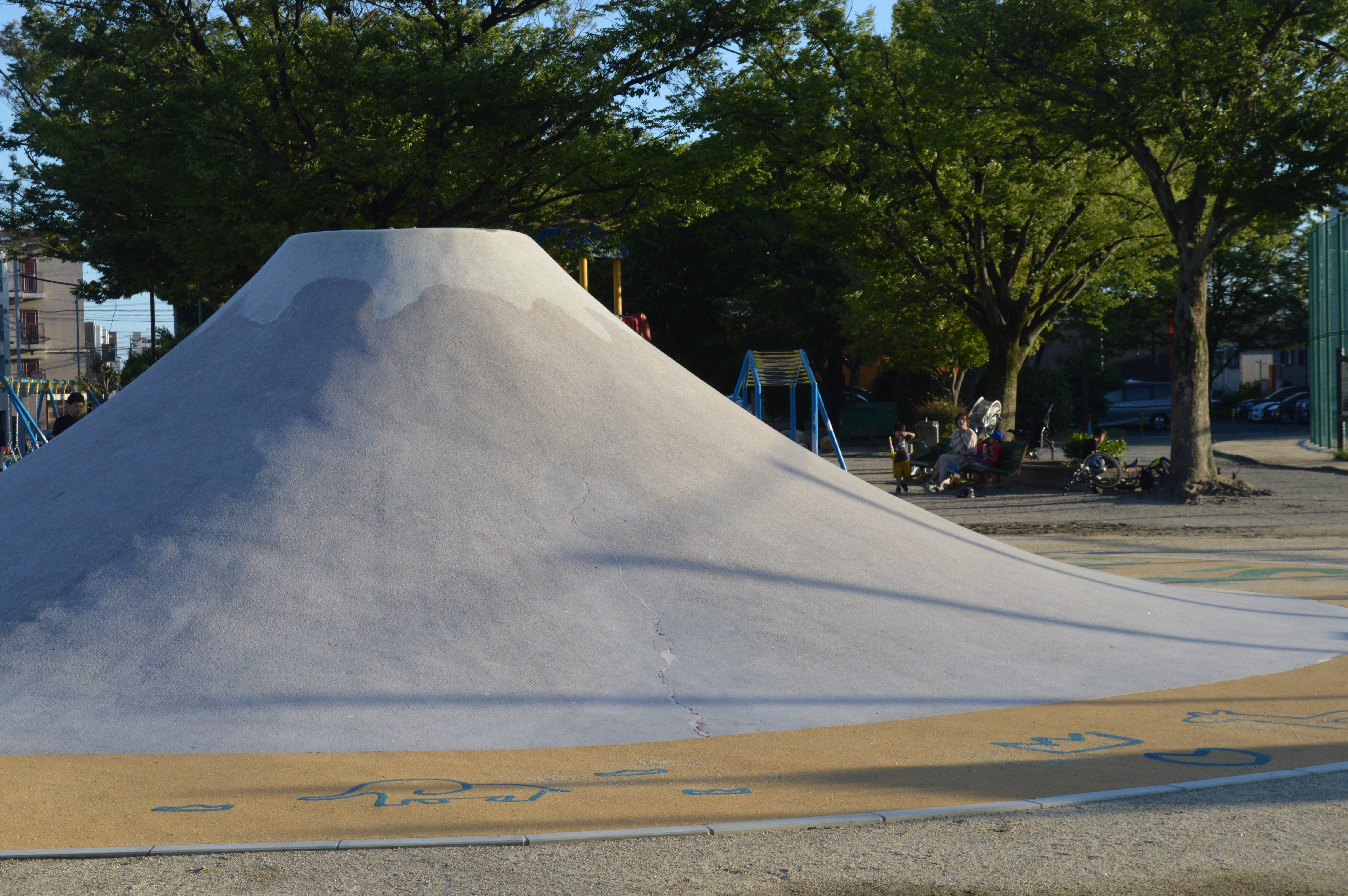
富士山すべり台

若宮大通の東端近くに位置している。公園西側に名古屋市中小企業振興会館（吹上ホール）が、南側には名古屋市昭和スポーツセンターが置かれている。園内には噴水などに加えてテニスコートや野球場が整備されている。
名古屋市内の公園にはコンクリート製築山遊具の富士山すべり台（プレイマウント）が多数設置されているが、吹上公園に1966年（昭和41年）に設置されたものが第1号である。当初はラダー（雲梯）が設置されており、山頂に登るための鎖もあった。名古屋植木株式会社が設置を手掛けた。

## アクセス
- 名古屋市営地下鉄桜通線 - 吹上駅
- 名古屋高速2号東山線 - 吹上東出入口